# پتروشیمی بوعلی سینا
شرکت پتروشیمی بوعلی سینا شرکت پتروشیمی ایرانی است، که در زمینه تولید پارازایلین، بنزن، نفتا و گازمایع فعالیت می‌کند. این شرکت در سال مالی ۱۳۹۴ درآمدی بالغ بر ۲ هزار میلیارد تومان کسب نمود و در فهرست یکصد شرکت ایران بر پایه میزان درآمد در رتبه ۶۱ قرار گرفت.
شرکت پتروشیمی بوعلی سینا در سال ۱۳۸۳ از مشارکت شرکت ملی صنایع پتروشیمی ایران و بانک ملت تأسیس شد و هم‌اکنون خوراک میعانات گازی مورد نیاز کارخانجات خود را از طریق شرکت ملی مناطق نفت‌خیز جنوب دریافت و محصولات تولیدی خود را به شرکت‌های پتروشیمی بندرامام، تندگویان، امیرکبیر، فارابی و پتروشیمی تبریز ارسال می‌کند، همچنین بخشی از محصولات خود را نیز به اروپا، آسیای جنوب شرقی و شمال آفریقا ارسال می‌کند.
شرکت پتروشیمی بوعلی سینا در سال ۱۳۸۹ توسط شرکت صنایع پتروشیمی خلیج فارس خریداری شد. دفتر مرکزی و کارخانجات این شرکت در شهر ماهشهر، استان خوزستان مستقر می‌باشد.